# Ametiststrupig solängel
Ametiststrupig solängel (Heliangelus amethysticollis) är en fågel i familjen kolibrier.

## Utseende och läte
Ametiststrupig solängel är en medelstor kolibri med tydligt vitt band på halsen. Hanen är gnistrande violett på strupen och turkos på pannan, men i dåligt ljus kan det vara svårt att se. Honan saknar mestadels glans och strupen är ofta orange- eller beigetonad. 

## Utbredning och systematik
Ametiststrupig solängel delas in i fyra underarter:
- H. a. laticlavius – förekommer i Anderna i södra Ecuador och norra Peru
- H. a. decolor – förekommer i östra Anderna i centrala Peru (söder om Rio Marañón)
- H. a. apurimacensis – förekommer i sydöstra Peru
- H. a. amethysticollis – förekommer i Anderna från södra Peru till nordvästra Bolivia

Arterna turkospannad solängel (H. clarisse) och méridasolängel (H. spencei) behandlades tidigare som underarter till ametiststrupig solängel.

## Levnadssätt
Ametiststrupig solängel hittas i bergsbelägna molnskogar. Den ses vanligen födosöka i gläntor och skogsbryn. Fågeln besöker kolibrimatare i vissa områden.

## Status och hot
Arten har ett stort utbredningsområde, men tros minska i antal, dock inte tillräckligt kraftigt för att den ska betraktas som hotad. Internationella naturvårdsunionen IUCN listar arten som livskraftig (LC).